# 27-羟基胆固醇
27-羟基胆固醇（英語：27-Hydroxycholesterol，缩写27-HC）是一种内源性的氧化胆固醇，有着多重生物学功能，包括選擇性雌激素受體調節物（SERM）活性，肝X受体（LXR）激动剂等，由细胞色素P450氧化酶CYP27A1催化胆固醇生成。